# Parafia Narodzenia Najświętszej Maryi Panny w Krakowie

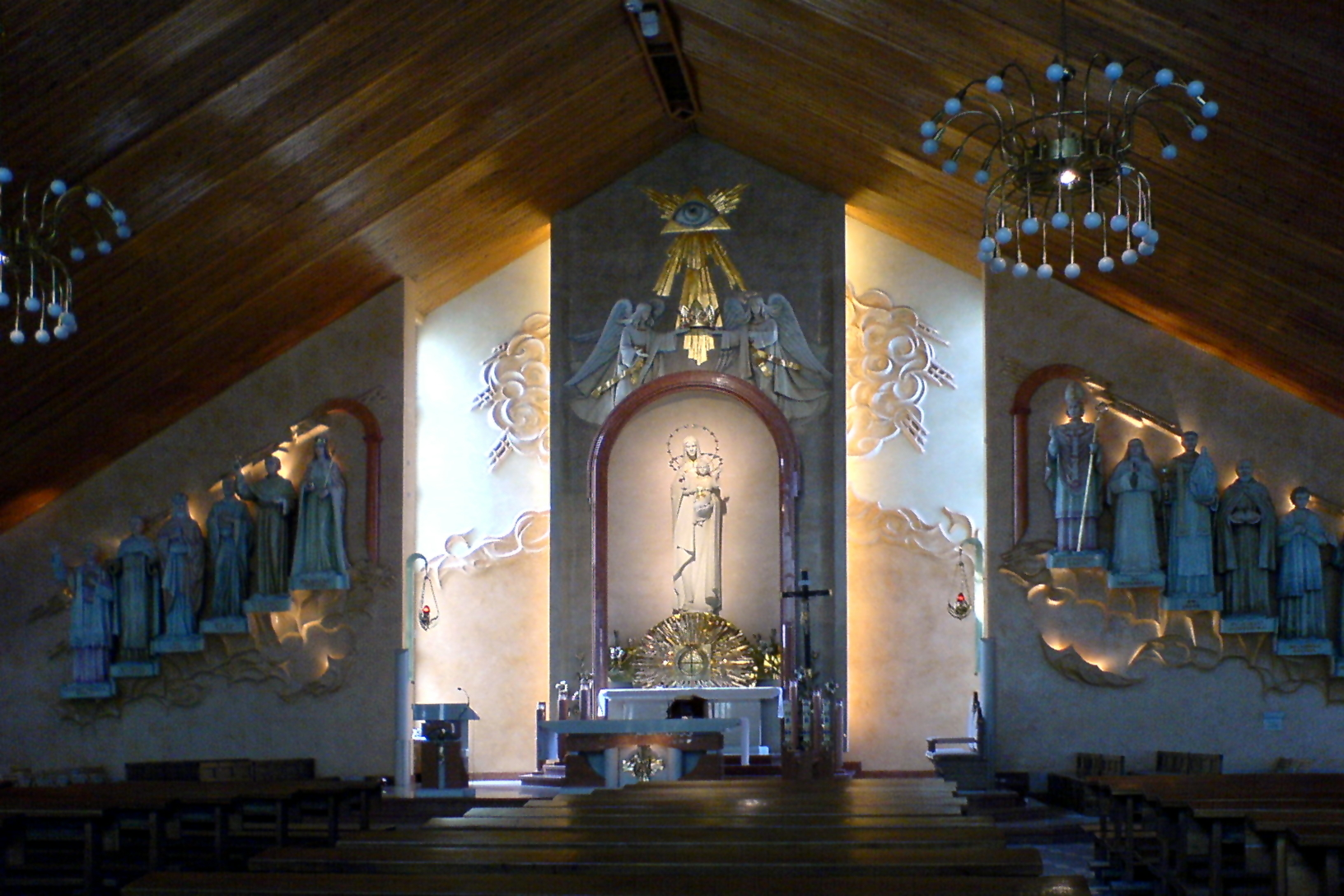
wnętrze nowego kościoła parafialnego

Parafia Narodzenia Najświętszej Maryi Panny w Krakowie – parafia rzymskokatolicka należąca do dekanatu Kraków-Prokocim archidiecezji krakowskiej w Bieżanowie przy ulicy Popiełuszki.

## Historia parafii
4 października 1422 erygowano parafię Bieżanów, obejmującą wsie Bieżanów i Kaim oraz rozpoczęto budowę drewnianego kościoła. W 1636 odbudowano kościół zniszczony przez pożar. Nowy murowany kościół fundował archidiakon katedry krakowskiej ksiądz Jan Fox, sekretarz królewski Zygmunta III Wazy, który w testamencie  przekazał na ten cel cały swój majątek. 3 września 1671 konsekracji kościoła dokonuje krakowski biskup Mikołaj Oborski. 9 września 1979 kardynał Franciszek Macharski poświęcił plac pod budowę nowej świątyni. 7 września 1986 kardynał Macharski dokonał wmurowania kamienia węgielnego w nowej świątyni i poświęcił mury kościoła. 17 października 2009 kardynał Stanisław Dziwisz dokonał uroczystej konsekracji nowo wybudowanego kościoła.

### Zasięg parafii
Do parafii należą wierni wyznania rzymskokatolickiego mieszkający w Krakowie (ulice: Bierkowskiego, Bieżanowska nry parzyste 126–284 i nieparzyste 139–319, Bocznica, Bogucicka, Czarnochowicka,Drożdżowa, Duża Góra, Działkowa, Flanka, Gardowskiego, Gerberowa, Grzecha, Habeli, Hiacyntowa, Hoyera, Imielna, Jaglarzów, Jakubców, Jamków, Jasieńskiego, Jędrzejczyka, Kameliowa, Kiepury, Kluszewskiego, Kłaka, Kokotowska, Kolonijna, Koprowa, Korepty, Krzymuskiego, Kurpińskiego, ks. Kusia, Kwatery, Laskowa, Letnia, Lipowskiego, ks. Łaczka, Łazy, Madejówka, Magazynowa, Mała Góra nry nieparzyste, Małka, Mogiłki, Nad Serafą, Na Jazkach, Nowaka, Ochocza, Ogórkowa, Okręglik, Opty, Pochwalskiego, Pod Pomnikiem, ks. Popiełuszki, Potrzask, Potrzebowskiego, Półłanki 1–4, Pronia, Pruszyńskiego, Przebiśniegów, Przecinek, Przełazek, Przylaszczki, Rakuś, Ripperów, Rygiera, Schulza, Smolenia, Stacyjna, Stępnia, Stolarza, Stryjeńskiego, Sucharskiego, Szastera, Szymkiewicza, Śliwy, Ślósarczyka, Świdzińskiego, Świeża, Tańskiego, Weigla, Wielicka nry parzyste 252–272, Wojciecha z Brudzewa, Wrońskiego, Zalipki, Zamłynie, Zarosie, Zarzyckiego i Zolla).

### Wspólnoty parafialne
- Duszpasterska Rada parafialna
- Żywy Różaniec
- Areopag Wiary
- Chór Parafialny
- Zespół Apostolstwa Świeckich
- Stowarzyszenie Rodzin Katolickich
- Oaza Ruchu Światło-Życie
- Oaza Dzieci Bożych
- Liturgiczna Służba Ołtarza
- Schola
- Katolicki Dom Kultury "EDEN"

## Duszpasterze pracujący w parafii
- Ks. Kanonik R.M. mgr Leszek Uniwersał proboszcz (od 2022)
- Ks. Kanonik E.C. Tomasz Gucwa penitencjarz (od 2018)
- Ks. dr Marcin Jakubiak wikariusz (od 2021)
- Ks. dr hab. Lucjan Szczepaniak SCJ, rezydent (mieszka na terenie parafii)
- Ks. mgr Sławomir Firganek SCJ, rezydent (mieszka na terenie parafii)

### Media
- Pismo Parafialne "PŁOMIEŃ"

### Cmentarze
- Cmentarz parafialny Bieżanów przy ulicy Mała Góra.